# El día de las Mercedes
El día de las Mercedes es una película colombiana de 1985 dirigida por el chileno Dunav Kuzmanich.  El filme fue producido por Producciones Pasado Meridiano y FOCINE.  Fue basado en los cuentos: 'Espumas y nada más" de Hernando Téllez, 'Aire turbio' de Antonio Montaña y 'Cadáveres para el alba' de Roberto Burgos Cantor.  Fue protagonizada por Hernando Casanova.
En 2014 fue restaurada y compilada en el Box-set Dunav Kuzmanich: El director chileno en el cine Colombiano, lanzado por IDARTES y la Fundación Patrimonio Fílmico. 

## Sinopsis
La historia se desarrolla en un pueblo pobre, de clima ardiente, en Latinoamérica. Llega un nuevo alcalde, militar y prohíbe el cine “por subversivo”. Muere el dueño del único teatro, estalla la revuelta, y medio pueblo es encarcelado. El día de la Virgen de las Mercedes, patrona de los presos, militares y reclusos se enfrentan en un partido de fútbol que ganan estos últimos. La celebración es una nueva revuelta.

## Reparto
| Actor              | Personaje                       |
| ------------------ | ------------------------------- |
| Hernando Casanova  | Santiago Rodríguez Las Mercedes |
| Iván Rodríguez     | El personero                    |
| Miguel Ángel Cañas |                                 |
| Myriam Jiménez     |                                 |
| Álvaro Posada      |                                 |
| Jorge Wolf         |                                 |
| Ofelia Agudelo     |                                 |

## Crítica
El crítico de cine Oswaldo Osorio afirma "Este alegato contra el autoritarismo está contado con un cierto tono de comedia y, por momentos, de farsa.  Aunque también hay pasajes de acentuada gravedad.  Y este es un problema muy visible en la concepción general de su narración, pues parece que se resintiera con los intentos por acoplar los tres textos en que se basa".  Sin embargo, añade "De todas formas, es un filme que tiene la fuerza de un relato que sabe recrear el color local de cualquier pueblo colombiano (o latinoamericano, como se advierte en un texto inicial) sometido a una brusca transformación por la violencia de la representación, y así mismo, sabe construir unas convincentes atmósferas, que van desde lo bucólico de la vida cotidiana hasta la hecatombe final padecida por la población."

## Trivia
- El pueblo de Las Mercedes invita a la cúpula militar a ver una película: Se trata de la cinta mexicana La ley del monte (1975).  Los militares consideran que el contenido del filme es comunista y empiezan el hostigamiento.